# 1463
1463 је била проста година.

## Догађаји

### Април
- Википедија:Непознат датум — У јуну - Турци уласком у Кључ освајају Босну, а краља Стефана II Томашевића погубљују.

### Датум непознат
Турци ушли у Смедеревску Паланку, и дали јој име Хасанпашина Паланка.

## Смрти
- Википедија:Непознат датум — У јуну - Стефан II Томашевић, последњи босански краљ.